# 1919 în științifico-fantastic
- 1918 în științifico-fantastic — 1919 în științifico-fantastic — 1920 în științifico-fantastic

1919 în științifico-fantastic a implicat o serie de evenimente:
- A apărut revista franceză Sciences et Voyages

## Nașteri și decese

### Nașteri
- John Boyd, pseudonimul lui Boyd Bradfield Upchurch (d. 2013)
- Ronald Chetwynd-Hayes (d. 2001)
- Anatoli Dneprow (d. 1975)
- Mihu Dragomir (d. 1964)
- Klára Fehér (d. 1996)
- Constantine Fitzgibbon (d. 1983)
- David Graham, pseudonimul lui Robert Hale (d. 1994)
- Eric Koch (d. 2018)
- Robert W. Krepps (d. 1980)
- David A. Kyle (d. 2016)
- Doris Lessing (d. 2013)
- Dimitar Peew (d. 1996)
- Luděk Pešek (d. 1999)
- Frederik Pohl (d. 2013)
- Rick Raphael (d. 1994)
- E. C. Tubb (d. 2010)
- R. M. Wallisfurth
- Edward Wellen (d. 2011)

### Decese
- Friedrich Jacobsen (n. 1853)
- Wilhelm Middeldorf (n. 1874)
- August Wilhelm Otto Niemann (n. 1839)

## Cărți

### Romane
- Atlantida de Pierre Benoit
- The Moon Pool de Abraham Merritt
- Out of the Silence de Erle Cox
- Uimitoarea aventură a misiunii Barsac de Jules Verne
- When the World Shook de H. Rider Haggard

### Povestiri

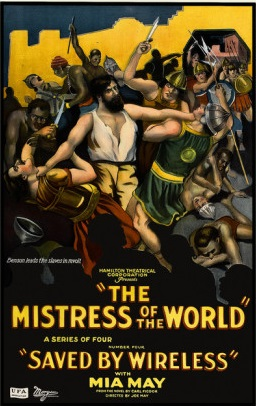
Afișul filmului Die Herrin der Welt (Stăpânul lumii)

## Filme
| Titlu                                | Regizor                               | Distribuție                                     | Țara                                                  | Sub-Gen /Note               |
| ------------------------------------ | ------------------------------------- | ----------------------------------------------- | ----------------------------------------------------- | --------------------------- |
| The First Men in the Moon            | Bruce Gordon, J.L.V. Leigh            | Bruce Gordon, Heather Thatcher, Lionel d'Aragon | Regatul Unit al Marii Britanii și al Irlandei de Nord |                             |
| Die Arche                            | Richard Oswald                        | Leo Connard, Eva Speyer                         | Germania                                              |                             |
| Die Herrin der Welt (Stăpânul lumii) | Joseph Klein, Joe May, Michael Bohnen | Joe May                                         | Germania                                              | Roman omonim de Karl Figdor |
|                                      |                                       |                                                 |                                                       |                             |